# Kokadoi
Kokadoi (en rus: Кокадой) és un poble de la república de Txetxènia, a Rússia, segons el cens del 2022 tenia 541 habitants.